# Calamity Anne's Sacrifice
Calamity Anne's Sacrifice è un cortometraggio muto del 1913. Il nome del regista non viene riportato nei credit del film che, da un soggetto di Louise Lester e prodotto dalla American Film Manufacturing Company, è uno dei primi western che aveva protagonista una donna. Oltre a Louise Lester, nel ruolo del titolo, nel cast del film appaiono i nomi di Jack Richardson, George Periolat, James Morrison, Vivian Rich, Violet Knights, Edith Borella.

## Trama
Tornata da un disastroso viaggio, Calamity Anne comincia ad occuparsi della miniera che si trova nei pressi di casa sua. Nel frattempo, una troupe cinematografica ha raggiunto quei luoghi per girarvi dei western. Jimmy, uno degli attori con la sorella invalida vi compera una casa, pensando che abitare lì può migliorare la salute della ragazza. Calamity Anne assiste un giorno a ciò che crede essere un assalto e corre in soccorso, ferendo il supposto bandito. In realtà, si stava girando la scena del film, è l'attore ferito è Jimmy. Dispiaciuta, Anne, lo fa portare a casa sua. Scopre che il regista, che odia Jimmy, trama per mettere le mani sul mutuo che l'attore ha aperto per comperare la casa e tenta di soffiargliela. Sarà Calamity Anne a risolvere la situazione, arrivando in tempo alla vendita della casa che potrà restare proprietà di Jimmy.

## Produzione
Il film fu prodotto dall'American Film Manufacturing Company.
Fa parte di una serie di dodici cortometraggi di genere western dedicati al personaggio di Calamity Anne, interpretata da Louise Lester.

## Distribuzione
Distribuito dalla Mutual, il film - un cortometraggio in una bobina - uscì nelle sale cinematografiche degli Stati Uniti l'11 ottobre 1913. La American Co. lo distribuì anche nel Regno Unito dove uscì l'8 dicembre 1913.